# Joseph Rivière (homme politique, 1971)
Pour les articles homonymes, voir Joseph Rivière et Rivière (homonymie).
Joseph Rivière, né le 15 octobre 1971 à Saint-Denis (La Réunion), est un homme politique français. Membre du Rassemblement national, il est député depuis 2024.

## Biographie
Joseph Rivière, né en 1971, est un homme politique français, élu député du Rassemblement national à La Réunion. Il représente la troisième circonscription de La Réunion, regroupant les villes du Tampon, de l’Entre-Deux et une partie de Saint-Louis.

### Carrière professionnelle et associative
Joseph Rivière est agent en collectivité au Tampon. Il a fait sa scolarité au Tampon, où il a obtenu un BTS en action commerciale et une licence de lettres. Engagé dans des associations de parents d’élèves, il est très actif dans la communauté du Tampon.

### Parcours politique
Issu d’une famille orientée politiquement à droite, Joseph Rivière a rejoint l’extrême droite.
En 2019, il devient délégué départemental du Rassemblement national, succédant à Jean-Claude Otto-Bruc. Il est désigné tête de liste du RN pour les élections régionales de 2021 à La Réunion, lors desquelles il obtient 1,7 % des voix.

### Élections législatives de 2024
Le 7 juillet 2024, Joseph Rivière est élu député au second tour des élections législatives, devenant ainsi le seul candidat du Rassemblement national à remporter un siège à La Réunion. Il bat Alexis Chaussalet, candidat du Nouveau Front populaire, avec 51,4 % des suffrages. Il succède à Nathalie Bassire, députée sortante, éliminée au premier tour. Il est le premier député issu du Rassemblement national à La Réunion depuis Jean Fontaine, qui avait rejoint le FN en 1984 lors de la VIIe législature.